# Brachypylina
Brachypylina (лат.) — гипотряд панцирных клещей (или когорта) из надотряда акариформные. Крупнейшая и наиболее разнообразная группа высших почвенных клещей. Около 140 семейств. Встречаются повсеместно.

## Описание
Мелкие клещи (обычно менее 1 мм). Тело голоидного типа, genua ног I—III (и обычно IV) короче голеней (выполняет роль колена). Ноги сочленяются с телом в глубоких карманах (вертлужной впадине), как шарнирно-гнездное соединение; вертлуги I—II почти полностью содержатся в вертлужной впадине. Вентер брахипилинного типа, состоит из единой жесткой пластинки, в которой есть только субкапитулум, парные генитальные и анальные клапаны отдельные и подвижные (то есть, коксистернальная, аггенитальная и аданальная области слиты в единое целое, несущее соответствующие щетинки). Субкапитулум обычно диартрический; если (вторично) без лабиогенального сочленения, то рутеллы и хелицеры сильно модифицированы.
Большинство из них имеют типичную аподематоацетабулярную систему трахей, но все имеют какой-либо тип внутренней респираторной поверхности. Лирифиссуры ian обычно отсутствуют или уменьшены в размерах. Обычно зубчатые хелицеры, наблюдаемые у многих Oribatida, превратились здесь в удлиненные или фильтрующие формы во многих семействах Polypterozetoidea, Ameroida, Gustavioidea и Oppioidea, и субкапитулум часто изменяется соответствующим образом.
У незрелых возрастов Brachypylina отмечают несколько особых черт. Между стадиями тритонимфы и имаго обычно происходит резкий метаморфоз. Это затрудняет легкую ассоциацию таксонов взрослых особей с неполовозрелыми особями только на основании морфологии. Незрелые стадии Brachypylina обычно имеют более консервативную морфологию, чем у имаго. Кроме того, в большинстве случаев появляющиеся нимфы (и взрослые особи некоторых родов) сохраняют оболочки (скальпы) всех предыдущих возрастов, которые накапливаются подобно пагодам. Другой важный признак незрелых стадий Brachypylina связан со свойствами гистеросоматической кутикулы, особенно в опистонотальной области. Одно из широко распространенных состояний нимф — это кожистая кутикула с множеством складок (эти формы называются складчатыми нимфами).

## Систематика
Около 140 семейств. Brachypylina рассматриваются в качестве высшей и наиболее разнообразной группы орибатид. Эта монофилетическая линия клещей определяется сочетанием голоидного типа тела, вентральной частью брахипилинного типа, отчетливой ацетабулой (вертлужной впадиной) с вертлугами I—II, почти полностью содержащимися в них, и genua ног I—III (и обычно IV) короче голеней (выполняет роль колена) и отсутствием внутренней мускулатуры.
По современной классификации таксон Brachypylina имеет статус гипотряда панцирных клещей (или когорты) в составе инфраотряда Desmonomata (вместе с гипотрядами Astigmata и Nothrina) из надотряда акариформные.
Brachypylina включает 23 надсемейства (или 24) и около 140 семейств.

### Классификация

#### Подкогорта Pycnonoticae
- Pycnonoticae Grandjean, 1954

- Hermannielloidea Grandjean, 1934
  - Hermanniellidae Grandjean, 1934
  - Plasmobatidae Grandjean, 1961

- Neoliodoidea Sellnick, 1928
  - Neoliodidae Sellnick, 1928

- Plateremaeoidea Trägårdh, 1926
  - Plateremaeidae Trägårdh, 1926
  - Pheroliodidae Paschoal, 1987
  - Licnodamaeidae Grandjean, 1954
  - Licnobelbidae Grandjean, 1965

- Gymnodamaeoidea Grandjean, 1954
  - Gymnodamaeidae Grandjean, 1954
  - Aleurodamaeidae Paschoal & Johnston, 1985

- Damaeoidea Berlese, 1896
  - Damaeidae Berlese, 1896

- Polypterozetoidea Grandjean, 1959
  - Polypterozetidae Grandjean, 1959
  - Podopterotegaeidae Piffl, 1972

- Cepheoidea Berlese, 1896
  - Cepheidae Berlese, 1896
  - Niphocepheidae Travé, 1959
  - Cerocepheidae Subías, 2004
  - Eutegaeidae Balogh, 1965
  - Pterobatidae Balogh & Mahunka, 1977
  - Nodocepheidae Piffl, 1972
  - Tumerozetidae Hammer, 1966

- Charassobatoidea Grandjean, 1958
  - Microtegeidae Balogh, 1972
  - Charassobatidae Grandjean, 1958
  - Nosybeidae Mahunka, 1993

- Microzetoidea Grandjean, 1936
  - Microzetidae Grandjean, 1936

- Zetorchestoidea Michael, 1898
  - Zetorchestidae Michael, 1898

- Gustavioidea Oudemans, 1900
  - Astegistidae Balogh, 1961
  - Multoribulidae Balogh, 1972
  - Ceratoppiidae Kunst, 1971
  - Metrioppiidae Balogh, 1943
  - Gustaviidae Oudemans, 1900
  - Liacaridae Sellnick, 1928
  - Xenillidae Woolley & Higgins, 1966
  - Tenuialidae Jacot, 1929

- Eremaeoidea Oudemans, 1900
  - Kodiakellidae Hammer, 1967
  - Megeremaeidae Woolley e Higgins, 1968
  - Eremaeidae Oudemans, 1900
  - Aribatidae Aoki, Takaku e Ito, 1994

- Amerobelboidea Grandjean, 1954
  - Ctenobelbidae Grandjean, 1965
  - Amerobelbidae Grandjean, 1954
  - Eremulidae Grandjean, 1965
  - Damaeolidae Grandjean, 1965
  - Hungarobelbidae Miko & Travé, 1996
  - Eremobelbidae Balogh, 1961
  - Heterobelbidae Balogh, 1961
  - Basilobelbidae Balogh, 1961
  - Ameridae Bulanova-Zachvatkina, 1957
  - Staurobatidae Grandjean, 1966

- Eremelloidea Balogh, 1961
  - Platyameridae J. & P. Balogh, 1983
  - Caleremaeidae Grandjean, 1965
  - Eremellidae Balogh, 1961
  - Machadobelbidae Balogh, 1972
  - Oribellidae Kunst, 1971
  - Arceremaeidae Balogh, 1972
  - Spinozetidae Balogh, 1972

- Oppioidea Sellnick, 1937
  - Autognetidae Grandjean, 1960
  - Thyrisomidae Grandjean, 1953
  - Oppiidae Sellnick, 1937
  - Epimerellidae Ayyildiz & Luxton, 1989
  - Lyroppiidae Balogh, 1983
  - Granuloppiidae Balogh, 1983
  - Teratoppiidae Balogh, 1983
  - Sternoppiidae Balogh & Mahunka, 1969
  - Machuellidae Balogh, 1983
  - Papillonotidae Balogh, 1983
  - Tuparezetidae Balogh, 1972
  - Quadroppiidae Balogh, 1983

- Trizetoidea Ewing, 1917
  - Nosybelbidae Mahunka, 1994
  - Cuneoppiidae Balogh, 1983
  - Suctobelbidae Jacot, 1938
  - Rhynchoribatidae Balogh, 1961
  - Oxyameridae Aoki, 1965
  - Trizetidae Ewing, 1917

- Otocepheoidea Balogh, 1961
  - Dampfiellidae Balogh, 1961
  - Tetracondylidae Aoki, 1961
  - Otocepheidae Balogh, 1961
  - Tokunocepheidae Aoki, 1966

- Carabodoidea Koch, 1837
  - Carabodidae Koch, 1837
  - Carabocepheidae Mahunka, 1986
  - Nippobodidae Aoki, 1959

- Tectocepheoidea Grandjean, 1954
  - Tectocepheidae Grandjean, 1954
  - Tegeocranellidae P. Balogh, 1987

- Hydrozetoidea Grandjean, 1954
  - Hydrozetidae Grandjean, 1954

- Ameronothroidea Willmann, 1931
  - Ameronothridae Willmann, 1931
  - Selenoribatidae Schuster, 1963
  - Fortuyniidae Hammen, 1963

- Cymbaeremaeoidea Sellnick, 1928
  - Adhaesozetidae Hammer, 1973
  - Cymbaeremaeidae Sellnick, 1928
  - Ametroproctidae Subías, 2004

#### Подкогорта Poronoticae
- Poronoticae Grandjean, 1954

- Licneremaeoidea Grandjean, 1931
  - Dendroeremaeidae Behan-Pelletier, Eamer & Clayton, 2005
  - Micreremidae Grandjean, 1954
  - Lamellareidae Balogh, 1972
  - Licneremaeidae Grandjean, 1931
  - Scutoverticidae Grandjean, 1954
  - Passalozetidae Grandjean, 1954

- Phenopelopoidea Petrunkevitch, 1955
  - Phenopelopidae Petrunkevitch, 1955

- Unduloribatoidea Kunst, 1971
  - Unduloribatidae Kunst, 1971
  - Eremaeozetidae Piffl, 1972
  - Idiozetidae Aoki, 1976

- Limnozetoidea Thor, 1937
  - Limnozetidae Thor, 1937
  - Austrachipteriidae Luxton, 1985

- Achipterioidea Thor, 1929
  - Achipteriidae Thor, 1929
  - Tegoribatidae Grandjean, 1954

- Oribatelloidea Jacot, 1925
  - Oribatellidae Jacot, 1925
  - Ceratokalummidae Balogh, 1970
  - Epactozetidae Grandjean, 1930

- Ceratozetoidea Jacot, 1925
  - Heterozetidae Kunst, 1971
  - Ceratozetidae Jacot, 1925
  - Chamobatidae Thor, 1937
  - Humerobatidae Grandjean, 1970
  - Punctoribatidae Thor, 1937

- Zetomotrichoidea Grandjean, 1934
  - Zetomotrichidae Grandjean, 1934

- Oripodoidea Jacot, 1925
  - Drymobatidae J. & P. Balogh, 1984
  - Mochlozetidae Grandjean, 1960
  - Neotrichozetidae Balogh, 1965
  - Oribatulidae Thor, 1929
  - Nesozetidae J. & P. Balogh, 1984
  - Pseudoppiidae Mahunka, 1975
  - Parapirnodidae Aoki & Ohkubo, 1974
  - Caloppiidae Balogh, 1960
  - Hemileiidae J. & P. Balogh, 1984
  - Maudheimiidae J. & P. Balogh, 1984
  - Liebstadiidae J. & P. Balogh, 1984
  - Symbioribatidae Aoki, 1966
  - Scheloribatidae Jacot, 1935
  - Oripodidae Jacot, 1925
  - Pirnodidae Grandjean, 1956
  - Protoribatidae J. & P. Balogh, 1984
  - Haplozetidae Grandjean, 1936
  - Nasobatidae Balogh, 1972
  - Tubulozetidae P. Balogh, 1989

- Galumnoidea Jacot, 1925
  - Parakalummidae Grandjean, 1936
  - Galumnidae Jacot, 1925
  - Galumnellidae Piffl, 1970